# 米科拉·李森科
米科拉·维塔利约维奇·李森科（羅馬化：Mykola Vitaliiovych Lysenko；1842年3月22日—1912年11月6日）是烏克蘭作曲家、鋼琴家、指揮家、民族音樂學者。代表作有歌劇《Taras Bulba》等。

## 作品節選
- 歌劇《Natalka Poltavka》
- 歌劇《Taras Bulba》
- 歌劇《Utoplena》

## 外部連結
- 米科拉·李森科的免费乐谱，由国际乐谱典藏计划提供
- Ukraine Millennium Foundation